# Bukit Lubukkupah
Bukit Lubukkupah är en kulle i Indonesien.   Den ligger i provinsen Aceh, i den västra delen av landet, 1 600 km nordväst om huvudstaden Jakarta. Toppen på Bukit Lubukkupah är 33 meter över havet.
Terrängen runt Bukit Lubukkupah är platt.Runt Bukit Lubukkupah är det ganska glesbefolkat, med 42 invånare per kvadratkilometer. Närmaste större samhälle är Langsa, 18,8 km söder om Bukit Lubukkupah. Trakten runt Bukit Lubukkupah består huvudsakligen av våtmarker.